# 夕辺の秘密
『夕辺の秘密』（ゆうべのひみつ、英: A Secret Evening）は、1989年に製作された日本映画。橋口亮輔監督の初期の自主映画。8ミリ作品。
1989年、第12回ぴあフィルムフェスティバルでPFFアワードグランプリを受賞した。

## ストーリー
伊藤、吉田、奸原、春美は高校の同級生。伊藤は親友の吉田に秘かに想いを寄せている。吉田はそんな伊藤の気持ちを、困惑する風でもなくただ自然に受けとめている。ところが吉田の家に集まったある晩、春美が勢いで言った「伊藤君って吉田君のこと好きなんでしょ」という言葉によって、彼らの心の中に波紋が広がり始める。

## キャスト
- 橋口亮輔
- 白井孝子
- 遠藤考
- 紫野長男

## 上映
- 1994年 - 第3回東京国際レズビアン&ゲイ映画祭[3]
- 2002年10月10日 - 第3回TAMA CINEMA FORUM[4]
- 2006年7月29日 - ぴあフィルムフェスティバル[5]
- 2009年7月4日 - 日本インディペンデント映画史シリーズ② ぴあフィルムフェスティバル の軌跡vol.2[6]